# Rivels

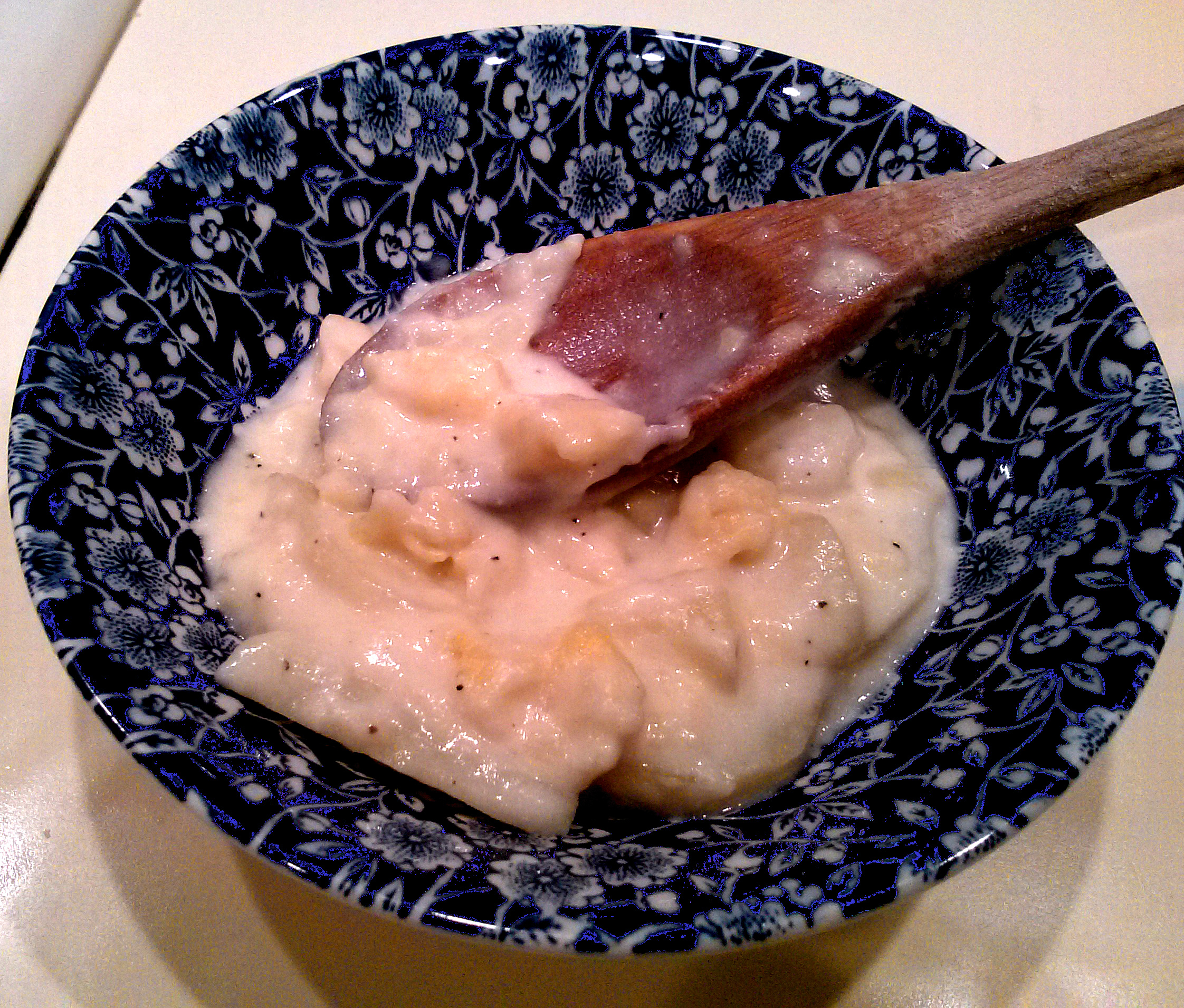
Rivels

Les rivels (ou riwwele en Pennsylvanie) sont une sorte de boulette à base d'œufs et de farine de blé, traditionnellement préparée par les Allemands de Pennsylvanie. Il est utilisé comme ingrédient dans certains types de soupes, souvent des soupes de poulet (archétype de la soupe poulet-maïs) ou des soupes de pommes de terre. Les rivels sont simples à préparer, car il suffit de mélanger la farine et l'œuf, d'ajouter du sel et du poivre, et la pâte obtenue est émiettée en la frottant contre les petits trous d'une passoire pour former les boulettes,.